# Corona della regina Elisabetta di Romania
La corona della regina Elisabetta di Romania venne in oro realizzata a Bucarest. Al suo esterno sono presenti le stesse decorazioni della corona di Romania. Anche questa, infatti, è stata fabbricata a seguito della guerra di indipendenza rumena (1877-1878).
La regina Elisabetta di Romania indossò questa corona per la prima volta durante la cerimonia di incoronazione che si tenne a Bucarest il 10 maggio 1881, data in cui la Romania divenne un regno.